# Jean-Marie Bastien-Thiry
Jean-Marie Bastien-Thiry známý také jako Jean Bastien-Thiry (19. října 1927, Lunéville, Francie – 11. března 1963, Ivry-sur-Seine) byl francouzský inženýr, voják a důstojník, který byl jedním z vůdců spiknutí a následného neúspěšného atentátu OAS proti francouzskému prezidentovi Charlesi de Gaullovi, který se uskutečnil 22. srpna 1962 na pařížském předměstí Petit-Clamart.

## Životopis
Bastien Thiry se narodil do katolické rodiny vojenských důstojníků v Lunéville. Jeho otec byl příznivcem Charlese de Gaulla a jeho strany Rassemblement du Peuple Français známé jako RPF. Thiry vystudoval École Polytechnique a poté Institut supérieur de l'aéronautique et de l'espace, která byla vstupenkou do francouzského letectva. V roce 1957 se stal armádním technikem a oženil se s Geneviève Lamirand, jež byla dcerou Georgese Lamiranda, který byl v dobách Vichistické Francie ministrem mládeže. Se svojí ženou měl 3 dcery.

## Atentát
Jeho život se rázně změnil tím, když se přidal do řad OAS, která si kladla za cíl odstranit gaullistický režim a dále bojovat o Alžírsko, kterého se Charles de Gaulle vzdal, což mnoho Francouzů včetně Bastien-Thiryho považovalo za zradu své země. Atentát byl neúspěšný a Bastien-Thiry byl jako jediný ze 4 odsouzených odsouzen k trestu smrti zastřelením. Tento rozsudek byl vykonán na dvoře vojenské věznice v Ivry-sur-Seine 11. března 1963.

## Atentát v literatuře
Atentát byl zpopularizován slavnou knihou britského spisovatele Fredericka Forsytha Den pro Šakala.